# Georg Ulmer
Georg Friedrich Franz Ulmer (* 5. März 1877 in Hamburg; † 15. Januar 1963 ebenda) war ein deutscher Entomologe, Zoologe, Bryologe und Limnologe.
Der Sohn eines Volksschullehrers wurde nach dem frühen Tod des Vaters auch 1899 Lehrer in Hamburg, nachdem er das Lehrerseminar besucht hatte. Als ältester Sohn hatte er auch für fünf Brüder und zwei Schwestern mitzuversorgen. 1934 wurde er aus politischen Gründen nach der Machtergreifung der Nationalsozialisten zwangspensioniert und lebte in Hamburg-Rahlstedt. 
Bis auf einige Sammelreisen um 1900 in Süd- und Mitteldeutschland blieb er in Norddeutschland und der Umgebung von Hamburg, wo er sich auf Wasserinsekten spezialisierte. Zuerst sammelte er im Eppendorfer Moor und anderen Gewässern und Feuchtgebieten der Umgebung von Hamburg. Anfangs befasste er sich vor allem mit Käfern, später intensiv mit Köcherfliegen (Trichopteren). Außer über Insekten (neben Köcherfliegen besonders Eintagsfliegen)  veröffentlichte er auch zur Limnologie, Süßwasserfauna, Moose, Süßwasserschwämme und Paläontologie (Köcherfliegen im Bernstein in einer Monographie 1912). Er galt als führender Experte für Köcherfliegen und bearbeitete in weltweiter Korrespondenz auch viele ausländische Sammlungen. Von ihm stammen 174 wissenschaftliche Veröffentlichungen.
Er war seit 1912 Ehrendoktor der Universität Basel (auf Betreiben von Friedrich Zschokke). 1951 wurde er Ehrenmitglied der Royal Entomological Society of London und 1959 erhielt er das Bundesverdienstkreuz 1. Klasse. Er war Ehrenmitglied der Deutschen Entomologischen Gesellschaft und erhielt von der Stadt Hamburg den Professoren-Titel.
Er war nicht verheiratet. Er lebte lange mit seiner Mutter und zuletzt bettlägerigen Schwester, die er pflegte. Ulmer lebte von seiner kargen Pension in bescheidenen Verhältnissen (die ihm Portokosten für wissenschaftliche Korrespondenz, Sonderdrucke und Verschicken von Insekten zum Problem machten und ihm auch keine große Bibliothek erlaubten) und arbeitete mit einfachen Hilfsmitteln.

## Schriften
- Unsere Wasserinsekten, Höller/Ulmer Naturwissenschaftliche Bibliothek für Jugend und Volk, Leipzig: Quelle & Meyer 1912, 2. Auflage 1928 (auch ins Russische übersetzt)
- Aus Seen und Bächen, Höller/Ulmer Naturwissenschaftliche Bibliothek für Jugend und Volk, Leipzig 1914
- Die Trichopteren des baltischen Bernsteins, Beitr. Naturkunde Preußens, Phys.-Ökon. Ges. Königsberg, Band 10, 1912, S. 1–380 (mit 480 Figuren)
- Trichoptera, in August Brauer (Hrsg.): Die Süßwasserfauna Deutschlands, Band 5/6, 1909, S. 1–326 (mit 467 Figuren)
- Trichoptera, in Wytsman: Genera Insectorum, Band 60, 1907, S. 1–259 (mit 387 teilweise farbigen Figuren)
- Trichopteren, Coll. Zool. Baron Edmond de Selys-Longchamps, Band 6, Heft 1, 1907, Heft 2, 1908

Für Brohmers Fauna von Deutschland (Quelle & Meyer, 9. Auflage 1964) verfasste er die Abschnitte Fransenflügler (Thysanopteren), Netzflügler (Neuropteren), Köcherfliegen (Trichopteren), Fächerflügler (Strepsipteren) und Käfer.